# Chet
Chet foi uma publicação em quadrinhos brasileira do gênero faroeste da Editora Vecchi. Escrita por Wilde Portela e desenhada por Watson Portela. A primeira aparição do personagem foi em Histórias do Faroeste nº 1 da Editora Vecchi. Chet chegou a ser publicado na revista Ken Parker e depois ganhou sua própria revista que teve 22 edições e uma Edição Especial.
Chet não foi o único personagem de faroeste de Watson Portela. Ele também lançou Rex (claramente inspirado em Jonah Hex da DC Comics) para a Editora Bico de Pena (um selo da Editora Grafipar).
O Chet é apontado como um anagrama de Tex (Xet modificando o X para Ch), possivelmente a maior inspiração e modelo para a criação do personagem. O nome original do personagem seria Lássiter.
Entretanto, Wilde Portela diz que essa afirmação é errônea, a inspiração veio de um personagem secundário de uma série de TV e do jazzista Chet Baker.
As histórias de Chet se passam no Oeste dos Estados Unidos da América. Os companheiros de Chet são Rick e Blue.
Chegou a ser desenhado também por Eduardo Ofeliano, Antonino Homobono Balieiro, Sakaibu, entre outros. 
Em 2010, o Ink Blood Comics Studio de Ponta Grossa, Paraná resolve relançar Chet, que também retomou as publicações de Calafrio, Mestres do Terror, Spektro
Em Maio de 2011, Chet teve um história publicada no semiprozine (fanzine de qualidade profissional) Almanaque Meteoro #3 de Roberto Guedes, escrita por Wilde Portela e desenhos de Antonio Lima.